# Ян Клеський
Ян Клеський (пол. Jan Kleski 23 березня 1860, Нижній Вербіж — 19 січня 1934, Нижній Вербіж) — австрійський політик польської національності з Галичини, член Імператорської ради на початку 20 століття.

## Біографія
Навчався спочатку в Коломиї. Вивчав право у Віденському та Чернівецькому університетах. Мав хутір у Нижньому Вербіжі Східної Галичини.
Від 1895 р. він — депутат Коломийської повітової ради, обраний спочатку від групи власників великих сіл, потім — від групи найбільших платників податків. Ян Клеський багатолітній член відділу повітової ради, працівник (деякий час — заступник голови) Коломийського окружного правління кредитного земського товариства, куратор гончарної та шевської шкіл, член Окружної шкільної ради й міського відділу Галицького господарського товариства. Також від 1907 р. і до 1914 р. був бурмістром Коломиї.
18 грудня 1907 р. вступив до Народного Сейму Галичини (Галицький Краєвий сейм), отримав мандат від 3-ї курії Коломийського повіту замість Казімєжа Вітославського, який помер у 1906 р .
У 1907—1914 рр. був депутатом (обраний, серед інших, у липні 1913 р.).
У 1911—1918 роках також був членом Палати послів Віденського парламенту. У 1913 році нагороджений орденом Залізної корони ІІІ ступеня, але на клепсидрі (повідомлення про смерть і поховання) є запис лише про орден «Polonia Restituta» («Відродження Польщі»).
28 листопада 1918 р. за указом начальника держави Юзефа Пілсудського, призначений до Законодавчого сейму депутатом як посол зі Східної Галичини. Був членом клубу конституційної праці, комісій відбудови краю та суспільної опіки.
Його називають польським демократом (Polskie Stronnictwo Demokratyczne).
Він залишався публічно та політично активним навіть у міжвоєнний період. З 1919 по 1922 був депутатом польського Законодавчого сейму. Представляв депутатський клуб конституційної праці.
На виборах 1922 року балотувався від партії «Demokratyczna Unija Państwowa» («Демократичний державний союз»)  до Сенату Республіки Польща, але безуспішно. Під час виборів коломийські газети (на той час польські) з якоїсь дивної причини зневажливо відгукувалися про Клеського та його діяльність. Пізніше, будучи послом Законодавчого сейму, Як Клеський не брав участі у засіданнях, поки в Коломиї була українська влада.
Після завершення політичної діяльності він присвятив себе благодійності, заснував школи та каплиці. Також Клеський володів великими ділянками ланів у Верхньому Вербіжі та Нижньому Вербіжі та Сопові і т. д.
Молодшою сестрою Яна була Вільгельміна Цецилія Клеска, дружина мера Кракова Юліуша Лео.
Помер Ян Клеський 19 січня 1934 р., похований у родинній гробниці в Нижньому Вербіжі, де покоїться і його батько Йоган.

## Сім'я
Ян Клеський та його молодший брат Юліуш (1863—1938 рр.) не були одруженими, тому не залишили прямих нащадків. Натомість сестри Клеського Вільгеміна-Ольга (1861—1941 рр.) та Вільгеміна Цецилія Клеська (1872—1947 рр.) — мали власні великі родини. Перша була в подружжі з Фрідріхом Маєром, виховуючи двох дітей, а друга — дружина мера Кракова Юліуша Лео, виховували п'ятьох. Також відомо, що Ян Клеський усиновив свого племінника Артура Маєра, а він, ймовірно, успадкував все майно Яна. 
Зараз нащадки Клеських мешкають у різних містах та країнах, але саме в Коломиї коріння цієї родини.